# Carduus tenuiflorus
Carduus tenuiflorus é uma espécie de planta com flor pertencente à família Asteraceae. 
A autoridade científica da espécie é Curtis, tendo sido publicada em Flora Londinensis 2(6,61): pl. 55. 1789.
Os seus nomes comuns são cardo, cardo-anil ou cardo-azul.

## Portugal
Trata-se de uma espécie presente no território português, nomeadamente em Portugal Continental, no Arquipélago dos Açores e no Arquipélago da Madeira.
Em termos de naturalidade é nativa de Portugal Continental e do Arquipélago da Madeira, sendo introduzida no Arquipelago dos Açores.

## Protecção
Não se encontra protegida por legislação portuguesa ou da Comunidade Europeia.